# 筒井雅子
筒井 雅子（つつい まさこ）は、日本の作詞家、作曲家、小学校教員。1964年生まれ。音楽専科の教員をしながら作詞作曲を行なっている。

## 概要
その作品は様々なところで演奏されている。
特に「あなたへ〜旅立ちに寄せるメッセージ〜」は、多くの学校等で歌われ、親しまれている。

## 経歴
東京都出身。 国立音楽大学附属中学校・高等学校、国立音楽大学音楽学部卒業。
現在は、杉並区立桃井第一小学校に音楽専科として勤務しながら、作詞作曲を続けている。作品はそのほとんどが出品され、普段の授業から行事、演奏会、コンクール等、さまざまな場面で、さまざまな学校・合唱団によって演奏されている。平成８年から小林光雄氏に指揮法および合唱指導法を師事。

## 人物
- 中学1年生の頃から作曲を始める。
- 毎年、勤務校の５年生のために合唱曲を作り、区の音楽会で発表していた。ある演奏会で小林光雄氏が曲を聴き、合唱曲集への掲載を提案。これを機に作品が広まるようになった[3]。
- 平成８年から小林光雄氏に指揮法および合唱指導法を師事。

## 代表作
- 同曲集『時をください』（音楽之友社刊）
- 杉並合唱フェスティバル20周年記念歌「みんなのハーモニー」
- 混声のための合唱組曲『時の女神』（音楽之友社刊）
- 同声合唱曲「一本の樹」「雨粒よ」「青い鳥」「未来行ＥＸＰＲＥＳＳ」「風吹いて―どんぐりの物語」「メッセージ」
- 混声合唱曲「あたりまえの奇跡」「ふるさと―遙かな旋律」